# Brobergen
Brobergen (dolnoniemiecki Brobargen) – osiedle gminy Kranenburg w Niemczech, w kraju związkowym Dolna Saksonia, w powiecie Stade, w gminie zbiorowej Oldendorf, nad rzeką Oste. W 2003 osiedle o powierzchni 6,06 km² zamieszkane było przez 226 mieszkańców.
Brobergen zostało założone w 1286 jako Brocberge.